# María Eugenia Lacarra
María Eugenia Lacarra Lanz o, en euskera, Eukene Lacarra Lanz, o, de casada, María Eugenia Lacarra de Werckmeister (Estella, 29 de octubre de 1944 - 2 de junio de 2023) fue una crítica literaria y medievalista española. Fue la primera mujer catedrática de la Facultad de Letras de la Universidad del País Vasco. 

## Biografía
Nació en Estella, en el seno de una familia inclinada al mundo del derecho y al de los estudios históricos medievales.

### Trayectoria profesional
Se doctoró en la Universidad de California (Los Ángeles) con la tesis Ideology and social conflict in the Poema de mío Cid (1976), publicada como libro (El Poema de mio Cid. Realidad histórica e ideología, 1980, en que estudió el poema desde una perspectiva sociohistórica muy alejada de la tendencia dominante en los estudios sobre épica.
Fue profesora de Literatura Medieval Española en la Facultad de Letras de la UPV/EHU en el Campus de Álava. Fue la primera mujer catedrática en la Facultad de Letras de la UPV/EHU y es catedrática emérita de la Universidad del País Vasco. Ha sido profesora visitante en diversas universidades de Estados Unidos, Francia....
Su interés investigador se ha centrado en la epopeya hispánica y la literatura caballeresca, realizando una reedición del Poema de mio Cid en 1980. También ha estudiado La Celestina, que editó en 1990 y 1995. Y ha analizado la representación de las mujeres en la literatura de la Edad Media. Entre 1965 y 1983 estuvo casada con el historiador de arte Otto Karl Werckmeister (1934-). Sus hijas Christina Werckmeister y Veronica Werckmeister fueron las impulsoras del Itinerario Muralístico de Vitoria.

## Obras
Ha publicado a lo largo de su trayectoria profesional artículos en revistas especializadas y libros, tanto como autora individual como colaboradora en obras colectivas, entre las que pueden destacarse:
- El poema de Mio Cid: Realidad histórica e ideología, Madrid, José Porrúa Turanzas, 1980.
- Ed. de Poema de mio Cid, Madrid, Taurus, 1982.
- Ed. de La Celestina, Barcelona: Ediciones B, 1990, y Madison: HSMS, 1995.
- Cómo leer «La Celestina», Madrid, Júcar, 1990.
- Estudios históricos y literarios sobre la mujer medieval, 1990.
- Evolución narrativa e ideológica de la literatura caballeresca, Universidad del País Vasco, 1991
- Asimetrías genéricas. Ojos ay que de lagañas se enamoran. Literatura y género Bilbao: Universidad del País Vasco. ISBN 84-8373-959-3
- "Ars amandi" vs. "reprobatio amoris": Fernando de Rojas y "La Celestina", Madrid; Ediciones del Orto, 2003. ISBN 84-7923-304-4
- Con Andrés Temprano Ferreiro, Amor, escarnio y linaje en la literatura gallego-portuguesa, Bilbao: Universidad del País Vasco.